# Thriller – en grym film
Thriller – en grym film är en svensk rape and revenge-film från 1973, skriven, regisserad och producerad av Bo Arne Vibenius (under pseudonymen "Alex Fridolinski"). Premiärvisningen skedde vid filmfestivalen i Cannes i maj 1973. Sin svenska premiär fick filmen dock inte förrän 30 oktober 1974.
Filmen är en av de titlar som tas upp i boken Tusen svenska klassiker (2009).

## Handling
Filmen handlar om Madeleine (Christina Lindberg) som blir våldtagen som sjuåring. Detta chockar henne så svårt att hon blir stum. När hon som 19-åring möter hallicken Tony (Heinz Hopf), får hon åter uppleva hemska våldtäkter. Tony påtvingar Madeleine ett heroinberoende och för att hon skall kunna stilla sitt behov, tvingas hon prostituera sig och möta de mest vidriga män och blir utnyttjad och våldtagen. De pengar hon tjänar, lägger hon på karatekurser som hon tar i hemlighet. Hon lär sig även avancerad bilkörning och prickskytte för att kunna ta hämnd på de som utnyttjat henne.

## Om filmen
Filmen innehåller grova sex- och våldsskildringar och blev hårt censurerad. Den har sedermera uppnått kultstatus.
Man marknadsförde filmen som den första film som någonsin blivit totalförbjuden av censuren i Sverige, ett påstående som emellertid var felaktigt. Den första film som totalförbjöds av censuren var Trädgårdsmästaren från 1912. Filmen gavs en X-rating i USA i originalversion, en klassificering vars filmer inte visas på normala biografer, utan endast på porrbiografer. En kraftigt redigerad version godkändes för 15-årsgräns i Sverige och R-rating (17-årsgräns) i USA.
Quentin Tarantino har berättat att den här filmen var en av de stora inspirationskällorna till Kill Bill (2003), speciellt för rollfiguren Elle Driver.
Filmen finns utgiven på DVD trots att regissören Bo Arne Vibenius försökte få den stoppad genom att stämma utgivaren Synapse Films, som han hävdade saknade rättigheterna till filmen. Han förlorade dock och filmen finns nu utgiven i minst två DVD-utgåvor, däribland den helt oklippta versionen.

## Rollista
- Christina Lindberg – Madeleine
- Heinz Hopf – Tony, hallick
- Despina Tomazani – den lesbiska flickan
- Per-Axel Arosenius – Madeleines far
- Solveig Andersson – Sally, prostituerad
- Björn Kristiansson – pundaren
- Marie-Louise Mannervall – kvinna i byn
- Hildur Lindberg – kvinna i byn
- Stig Lokrantz –
- Olle Nordlander –
- Marshall McDonagh – karateinstruktören
- Gunnar Palm –
- Pamela Pethö-Galantai – Madeleine som barn
- Lennart Robertsson –
- Hans-Eric Stenborg – kunden som blir riven i ansiktet
- Stig Ström – kunden - fotografen hos Madeleine
- Lars Sääf –
- Bruno Sörwing –
- Gunnel Wadner – Madeleines mor

Ej krediterade
- Bo A. Vibenius – korvgubbe som visar Madeleine vägen
- Lasse Lundgren – polis
- Per Hessman – bilförare/stunt
- Dan Lindhe – polisman i Värtahamnen/soldat